# Regering-De Blochausen
De Regering-De Blochausen was van 26 december 1874 tot 20 februari 1885 aan de macht in het Groothertogdom Luxemburg.

## Samenstelling
| Willem III van Luxemburg                               | groothertog |
| De Blochausen I (26 december 1874 - 26 april 1876)     | |
| Félix baron de Blochausen                              | president van de Regering en directeur-generaal van Buitenlandse Zaken                                              |
| Nicolas Salentiny                                      | directeur-generaal van Binnenlandse Zaken                                                                           |
| Victor de Roebe                                        | directeur-generaal van Openbare Werken                                                                              |
| Alphonse Funck                                         | directeur-generaal van Justitie                                                                                     |
| De Blochausen II (26 april - 8 juli 1876)              | |
| Félix de Blochausen                                    | president van de Regering en directeur-generaal van Buitenlandse Zaken                                              |
| Nicolas Salentiny                                      | directeur-generaal van Binnenlandse Zaken                                                                           |
| Victor de Roebe                                        | directeur-generaal van Openbare Werken                                                                              |
| De Blochausen III (8 juli 1876 - 6 augustus 1878)      | |
| Félix de Blochausen                                    | president van de Regering en directeur-generaal van Buitenlandse Zaken                                              |
| Nicolas Salentiny                                      | directeur-generaal van Binnenlandse Zaken                                                                           |
| Victor de Roebe                                        | directeur-generaal van Financiën                                                                                    |
| Paul Eyschen                                           | directeur-generaal van Justitie                                                                                     |
| De Blochausen IV (6 augustus 1878 - 21 september 1882) | |
| Félix de Blochausen                                    | president van de Regering, directeur-generaal van Buitenlandse Zaken                                                |
| Victor de Robe                                         | directeur-generaal van Financiën                                                                                    |
| Paul Eyschen                                           | directeur-generaal van Justitie                                                                                     |
| Henri Kirpach                                          | directeur-generaal van Binnenlandse Zaken                                                                           |
| De Blochausen V (21 september - 12 oktober 1882)       | |
| Félix de Blochausen                                    | president van de Regering, directeur-generaal van Buitenlandse Zaken en ad interim directeur-generaal van Financiën |
| Paul Eyschen                                           | directeur-generaal van Justitie                                                                                     |
| Henri Kirpach                                          | directeur-generaal van Binnenlandse Zaken                                                                           |
| De Blochausen VI (12 oktober 1882 - 20 februari 1885)  | |
| Félix de Blochausen                                    | president van de Regering en directeur-generaal van Buitenlandse Zaken                                              |
| Paul Eyschen                                           | directeur-generaal van Justitie                                                                                     |
| Henri Kirpach                                          | directeur-generaal van Binnenlandse Zaken                                                                           |
| Mathias Mongenast                                      | directeur-generaal van Financiën                                                                                    |